# Eperjes
Eperjes is een plaats (község) en gemeente in het Hongaarse comitaat Csongrád. Eperjes telt 588 inwoners (2007).

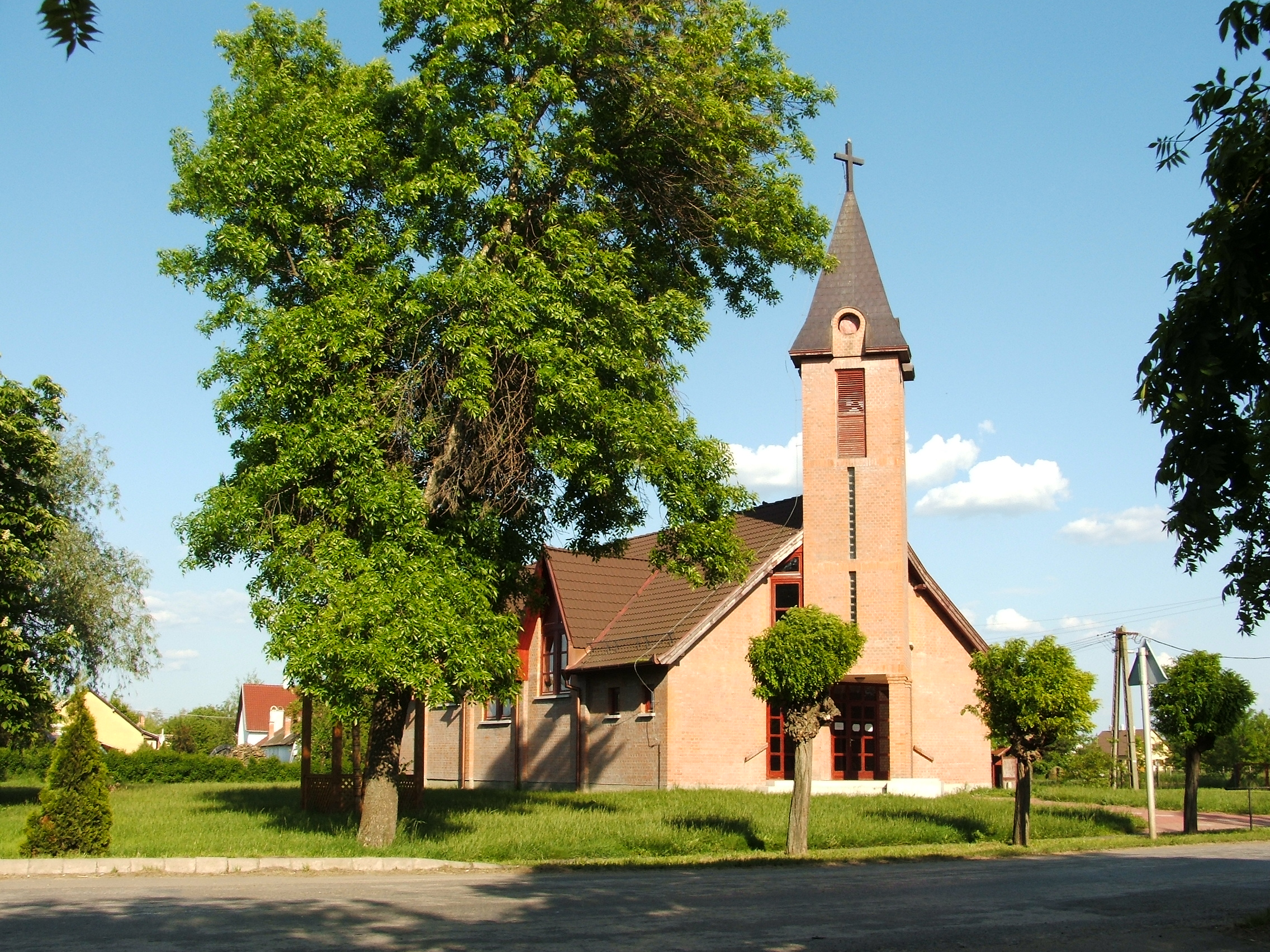
Kerk